# Rhogeessa gracilis
Rhogeessa gracilis är en fladdermusart som beskrevs av Miller 1897. Rhogeessa gracilis ingår i släktet Rhogeessa och familjen läderlappar. IUCN kategoriserar arten globalt som livskraftig. Inga underarter finns listade i Catalogue of Life.
Arten når en absolut kroppslängd av 84 till 89 mm, inklusive en 36 till 43 mm lång svans. Bakfötterna är 6 till 8 mm och öronen 17,5 till 18 mm långa. Pälsen på ovansidan bildas av hår som är gråbrun vid roten, ljusbrun efter hälften och lite mörkare brun vid spetsen. Undersidans hår är likaså gråbruna vid roten och rosa-ljusbrun vid spetsen. Rhogeessa gracilis har de största öronen inom släktet.
Denna fladdermus förekommer i västra Mexiko. Habitatet utgörs främst av tropiska skogar men arten hittas även i skogar med ek och barrträd. En upphittad hona var dräktig med en unge.